# شهرستان خابزسکی
شهرستان خابزسکی (به لاتین: Khabezsky District) یک شهرستان در روسیه است که در قره‌چای و چرکس واقع شده‌است.